# El Zapote de Madero
El Zapote de Madero är en ort i Mexiko.   Den ligger i kommunen Aquila och delstaten Michoacán de Ocampo, i den södra delen av landet, 500 km väster om huvudstaden Mexico City. El Zapote de Madero ligger 23 meter över havet och antalet invånare är 250.
Terrängen runt El Zapote de Madero är kuperad åt nordost, men söderut är den platt. Havet är nära El Zapote de Madero åt sydväst. Runt El Zapote de Madero är det glesbefolkat, med 8 invånare per kvadratkilometer. Närmaste större samhälle är Santa María de Ostula, 14,0 km norr om El Zapote de Madero. I omgivningarna runt El Zapote de Madero växer i huvudsak lövfällande lövskog.